# Loppemarked
Loppemarked (tysk Flohmarkt eller fransk marché aux puces – loppemarked, loppetorv) er et marked, hvor der handles brugte varer ofte til billige priser. De udbudte genstande kan være være opkøbt eller indsamlet til formålet, eller kan udbydes til salg af private, der vil af med genstandene. Loppemarkeder arrangeres ofte af en forening, en velgørende organisation eller private sælgere. Navnet hentyder til, at der sælges af gammelt tøj fyldt med lopper.
I de fleste større byer i Danmark afholdes der jævnligt loppemarkeder, hvor private på forhånd kan kan købe en stadeplads. I København er Efterårsmarkedet på Bellahøj (der tidligere hed Bellahøj Kræmmermarked) blandt de større loppemarkeder.

## Galleri
- Typisk stand på loppemarked.
- Et mindre loppemarked afholdt i en dansk provinsby.
- Lions Loppemarked "Återbruket" i Ystad.
- Viirin Kirppis, et loppesupermarked i Klaukkala, Finland.

## Reference
1. ↑  loppemarked — Ordbog — Den Danske Ordbog
2. ↑  Oversigt over kommende loppemarkeder i Danmark
3. ↑  "Efterårsmarkedet på Bellahøj". Arkiveret fra originalen 11. september 2017. Hentet 1. januar 2013.